# Heiig

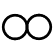
Weersymbool van heiig

Heiig is de beperking van het zicht door uiterst kleine droge deeltjes die in de lucht zweven maar zelf niet of nauwelijks zichtbaar zijn. Heiigheid legt door verstrooiing van licht in de minuscule deeltjes een rood- of blauwachtige sluier over het landschap.
De droge deeltjes betreffen bijvoorbeeld fijnstof en andere aerosolen. In de meteorologie wordt meestal een grens van 80% relatieve vochtigheid aangehouden, waaronder men van heiig spreekt.

## Forced perspective
Indien de lucht heiig is kunnen geen fotografische experimenten op het gebied van gedwongen perspectief (forced perspective) worden uitgevoerd. De illusie van het gedwongen perspectief lukt enkel als relatief grote verre voorwerpen er dankzij zeer transparante lucht klein en dichtbij uitzien, en daarmee de indruk wekken dat ze zich op dezelfde korte afstand tot het fototoestel bevinden als relatief kleine voorwerpen die werkelijk dichtbij zijn.